# Karszyn
Karszyn [pronunciación en polaco: /ˈkarʂɨn/] (en alemán: Karschin) es un pueblo ubicado en el distrito administrativo de Gmina Kargowa, dentro del Condado de Zielona Góra, Voivodato de Lubusz, en Polonia occidental. Se encuentra aproximadamente a 4 kilómetros al sur de Kargowa y a 26 kilómetros al noreste de Zielona Góra.
El pueblo tiene una población de 330 habitantes.